# 清心直說
《清心直說》（英語：Straight Talk）是香港電視廣播有限公司新聞及資訊部公共事務科製作的一個英語時事訪談節目，於明珠台播出。類似前亞洲電視時事清談節目《時事縱橫》、奇妙電視香港國際財經台的《Talk The Walk》和香港電視娛樂ViuTVsix的《Weekly Re-Viu》。由香港主持人陳建強主持。

## 播出時間
首播.
- 星期二 20:00-20:30

重播
- 星期三 03:00-03:30、18:05-18:35（2020年4月15日起取消）、星期日 14:50-15:20

## 每集內容

### 2015年
| 集數 | 首播日期 | 主題                                                 | 嘉賓                  | 身份                             |
| 1    | 3月3日   | 置業人士要付較高首期費用                             | 陳家強                | 財經事務及庫務局局長             |
| 2    | 3月10日  | 沒有真正民主，香港能走下去嗎？                       | 袁國強                | 律政司司長                       |
| 3    | 3月17日  | 民主及經濟哪個較重要？                               | 盛智文                | 「蘭桂坊之父」                   |
| 4    | 3月24日  | 為何這麼多香港人不喜歡內地人？                       | 趙子美                | 熱血公民成員                     |
| 5    | 3月31日  | 如何在高昂的交通費及樓價下生活？                     | 張炳良                | 運輸及房屋局局長                 |
| 6    | 4月7日   | 香港電視業會如何發展下去？                           | 周梁淑怡              | 資深電視人                       |
| 7    | 4月14日  | 民主運動正逐漸崩解？                                 | 羅冠聰                | 香港專上學生聯會秘書長           |
| 8    | 4月21日  | 香港學生是否不愛國？                                 | 李國章                | 行政會議成員                     |
| 9    | 4月28日  | 為何中央不讓香港有真普選？                           | 林鄭月娥              | 政務司司長                       |
| 10   | 5月5日   | 為何香港的年輕人越來越反中國？                       | 陳倩瑩                | 民間人權陣線召集人               |
| 11   | 5月12日  | 民主黨員有可能成為下一屆行政長官嗎？                 | 郭榮鏗                | 公民黨立法會議員                 |
| 12   | 5月19日  | 學生領袖的最新動向                                   | 周庭                  | 學民思潮成員                     |
| 13   | 5月26日  | 立法會如通過政改或引起騷動                           | 葉劉淑儀              | 立法會議員                       |
| 14   | 6月2日   | 香港爭取民主是否等同反共？                           | 梁家傑                | 立法會議員                       |
| 15   | 6月9日   | 該多擔心感染中東呼吸綜合症？                         | 張竹君                | 衞生防護中心社會醫學顧問醫生     |
| 16   | 6月16日  | 政治對香港的競爭力有多大損害？                       | 夏雅朗                | 商人                             |
| 17   | 6月23日  | 香港掉下政治懸崖？                                   | 湯家驊                | 立法會議員                       |
| 18   | 6月30日  | 誰該為香港冒起的激進政治而負責？                     | 余若薇                | 公民黨主席                       |
| 19   | 7月7日   | 「七．一」遊行人數少意味港人厭倦遊行示威？           | 李峰琦                | 香港大學學生會外務副會長         |
| 20   | 7月14日  | 政府能否忘記政改，專注民生項目？                     | 張建宗                | 勞工及福利局局長                 |
| 21   | 7月21日  | 為何香港的創新科技發展落後於新加坡及深圳？           | 莫乃光                | 立法會議員（資訊科技界）         |
| 22   | 7月28日  | 政府負面新聞不斷：問責官員相繼離任、鉛水問題越揭越多 | 黃碧雲                | 立法會議員                       |
| 23   | 8月4日   | 香港大學的政治風波誰該負責？                         | 李國章                | 港大校委會委員                   |
| 24   | 8月11日  | 極端政治會否摧毀香港？                               | 曾鈺成                | 立法會主席                       |
| 25   | 8月18日  | 政府該撤除對私營機構的不干預政策嗎？                 | 鍾國斌                | 立法會議員（紡織及製衣業）       |
| 26   | 8月25日  | 誰要為親北京陣營的不團結負責？                       | 田北辰                | 立法會議員                       |
| 27   | 9月1日   | 中國的經濟奇蹟泡沫已爆破？                           | 關焯照                | 香港經濟學者                     |
| 28   | 9月8日   | 中央政府試圖分化民主陣營？                           | 馮檢基                | 立法會議員                       |
| 29   | 9月15日  | 為甚麼訪港的內地旅客減少？                           | [[麥瑞琼\|麥瑞-{琼-]] | 香港零售管理協會主席             |
| 30   | 9月22日  | 香港房地產市場有暴跌的危險嗎？                       | 陳茂波                | 發展局局長                       |
| 31   | 9月29日  | 雨傘運動事隔一年，接會如何？                         | 陳樹暉 黃子悅         | 民陣副召集人 學民思潮發言人      |
| 32   | 10月6日  | 香港怎樣做才可以消弭政治撕裂？                       | 鍾逸傑                | 前布政司                         |
| 33   | 10月13日 | 反貪條例應否用於特首身上？                           | 江樂士                | 前刑事檢控專員                   |
| 34   | 10月20日 | 香港是否需要新一代政客？                             | 楊岳橋 黃梓謙         | 公民黨成員 民主思路成員          |
| 35   | 10月27日 | 香港是否過份依賴內地遊客？                           | 蘇錦樑                | 商務及經濟發展局局長             |
| 36   | 11月3日  | 為何有人會發起要抹黑李國章？                         | 文灼非                | 港大校委會成員                   |
| 37   | 11月10日 | 政治使香港大學陷入動盪                               | 彭泓基                | 香港大學校友                     |
| 38   | 11月17日 | 下周日區議會選舉選民會支持哪個陣營？                 | 楊哲安 司馬文         | 2015年區議會選舉薄扶林選區候選人 |
| 39   | 11月24日 | 如何弄懂周日區議會選舉和大學校園動亂之間的意義？     | 何君堯                | 獨立候任區議員                   |
| 40   | 12月1日  | 年輕一代的政客會如何為香港帶來政治改變？             | 林健鋒                | 行政會議成員及立法會議員         |
| 41   | 12月8日  | 為何分裂的政治使香港成為一個不快樂之地？             | 何濼生                | 嶺南大學教授                     |
| 42   | 12月15日 | 為何在回歸18年後的香港會有那麼多反對中國的聲音？     | 陳竟明                | 新民主同盟召集人                 |
| 43   | 12月22日 | 新的版權法會否威脅網絡自由？                         | 譚允芝                | 香港大律師公會主席               |

### 2016年
| 集數 | 首播日期 | 主題                                                          | 嘉賓     | 身份                                                                                                  |
| 45   | 1月5日   | 全民退休保障計劃                                              | 羅致光   | 民主黨成員、前立法會議員（社會福利界）                                                                |
| 46   | 1月12日  | 為何那麼多人反對李國章出任港大校委會主席?                     | 李國章   | 香港大學校務委員會主席、東亞銀行董事局副主席、行政會議成員及全國政協委員                              |
| 47   | 1月19日  | 施政報告是否明確顯示特首梁振英將競逐連任?                     | 田北俊   | 立法會議員（新界東）                                                                                  |
| 48   | 1月26日  | 怎樣的領袖才能令分化的香港重回正軌?                           | 羅范椒芬 | 行政會議成員及香港科技園董事局主席                                                                    |
| 49   | 2月2日   | 書店人員失蹤立法會功能失調?                                   | 曾鈺成   | 立法會主席                                                                                            |
| 50   | 2月9日   | 猴年有何展望?                                                 | 蔣匡文   | 風水專家                                                                                              |
| 51   | 2月16日  | 針對性少數派的暴動和歧視                                      | 陳志全   | 立法會議員（新界東）                                                                                  |
| 52   | 2月23日  | 警方在旺角暴亂中執法是否過於寬鬆？                            | 韋啟賢   | 警隊刑事情報科前主管                                                                                  |
| 53   | 3月1日   | 學術自由是否正受到威脅？                                      | 梁智鴻   | 港大校委會前主席                                                                                      |
| 54   | 3月8日   | 本土化的掘起是否意味著政治中間地帶的消失？                    | 湯家驊   | 民主思路召集人                                                                                        |
| 55   | 3月15日  | 年輕本土派是否上一輩激進派在選舉上的威脅？                    | 梁國雄   | 立法會議員（新界東）                                                                                  |
| 56   | 3月22日  | 政治的轉變                                                    | 劉慧卿   | 立法會議員（新界東）／民主黨主席                                                                      |
| 57   | 3月29日  | 特首梁振英是否失去了親北京陣營的支持？                        | 周浩鼎   | 民建聯副主席                                                                                          |
| 58   | 4月5日   | 香港的獨立運動發展會是更進一步還是廢止？                      | 郭榮鏗   | 立法會議員（法律界）                                                                                  |
| 59   | 4月12日  | 政治騎劫了香港的電影業？                                      | 陶傑     | 時事評論員                                                                                            |
| 60   | 4月19日  | 本土派及支持獨立的黨派會否在立法會選舉中打敗激進派?           | 袁彌明   | 人民力量主席                                                                                          |
| 61   | 4月26日  | 言論自由、獨立、法治                                          | 熊運信   | 香港律師會主席                                                                                        |
| 62   | 5月3日   | 內地旅客減少來港，香港是否需要吸引更多旅客?                   | 方剛     | 立法會議員（批發及零售界）                                                                            |
| 63   | 5月10日  | 香港的法例是否如無牙老虎無法保障消費者?                       | 黃鳯嫺   | 消費者委員會總幹事                                                                                    |
| 64   | 5月17日  | 富裕的香港為何醫院有人滿之患?                                 | 梁智仁   | 醫院管理局主席                                                                                        |
| 65   | 5月24日  | 香港人願意付更多錢以取得較潔浄能源?                           | 藍凌志   | 中電集團總裁                                                                                          |
| 66   | 5月31日  | 為何學生杯葛一年一度的六四燭光晚會?                           | 李卓人   | 支聯會發言人，工黨副主席（外務）                                                                      |
| 67   | 6月7日   | 我們的海港潔淨得足以設立泳池及滑水梯嗎?                       | 蒲祿祺   | 海濱事務委員會主席                                                                                    |
| 68   | 6月14日  | 香港同性戀人士的生活是怎樣的?                                 |          | 性小眾社群兩位成員                                                                                    |
| 70   | 6月28日  | 英國脫歐會激勵香港的自治運動嗎?                               | 何俊仁   | 立法會議員（區議會（第二））、支聯會主席                                                              |
| 71   | 7月5日   | 更換行政長官會有分別嗎?                                       | 林健鋒   | 經盟聯副主席、行政會議成員、立法會議員（商界（一））                                                  |
| 72   | 7月12日  | 為何現今香港人責難而不再讚賞港鐵?                             | 馬時亨   | 港鐵公司董事會主席                                                                                    |
| 73   | 7月19日  | 為何部分年輕從政人士反對激進政治?                             | 陳浩濂   | 香港中西區區議會議員，自由黨成員                                                                      |
| 74   | 7月26日  | 立法會議員支持獨立是否違法?                                   | 梁允信   | 法政匯思召集人，香港大律師                                                                            |
| 75   | 8月2日   | 誰對中國、亞洲和香港比較好，特朗普還是希拉里?                 | 夏龍     | 中文大學港美中心行政總監                                                                              |
| 76   | 8月9日   | 為何香港在創新方面的發展落後?                                 | 楊偉雄   | 創新及科技局局長                                                                                      |
| 77   | 8月16日  | 政府是否太認真看待獨立運動?                                   | 湯家驊   | 民主思路召集人                                                                                        |
| 78   | 8月23日  | 老師該跟學生討論香港獨立嗎?                                   | 張灼祥   | 前拔萃男書院校長，專欄作家                                                                            |
| 79   | 8月30日  | 香港還需要等多久樓價才下調至可以負擔水平?                     | 陳茂波   | 發展局局長                                                                                            |
| 80   | 9月6日   | 新一屆立法會議員會如何改變香港的政治?                         | 葛珮帆   | 立法會議員（新界東）                                                                                  |
| 80   | 9月6日   | 新一屆立法會議員會如何改變香港的政治?                         | 楊岳橋   | 香港執業大律師，立法會議員（新界東），公民黨署理黨魁                                                  |
| 81   | 9月13日  | 只要不是梁振英，任何人出任新一屆行政長官都能為香港帶來和諧嗎? | 曾鈺成   | 前立法會主席                                                                                          |
| 82   | 9月20日  | 為何香港人又突然湧去買樓?                                     | 施永青   | 中原地產董事局主席                                                                                    |
| 83   | 9月27日  | 雨傘運動兩年後, 香港政壇有何變化? I                           | 涂謹申   | 油尖旺區區議會議員，立法會議員（區議會（第二）），民主黨召集人                                        |
| 84   | 10月4日  | 為何香港回歸19年後政治分化如此嚴重?                           | 周浩鼎   | 民建聯副主席，立法會議員（區議會（第二））                                                            |
| 85   | 10月11日 | 香港失去了創造力?                                             | 廖永亮   | 創意香港總監                                                                                          |
| 86   | 10月18日 | 應否准許公屋住戶像新加坡那樣購買自己的房子?                   | 黃元山   | 香港中文大學客席講師                                                                                  |
| 87   | 10月25日 | 香港跌入政治深淵，如何重見天日?                               | 陳弘毅   | 香港大學法律學院教授，基本法委員會委員                                                                |
| 88   | 11月1日  | 中央政府會信任誰出任下一任特首?                               | 胡國興   | 前香港高等法院上訴法庭副庭長                                                                          |
| 89   | 11月8日  | 香港憲制危機: 誰最應該受批評?                                 | 郭榮鏗   | 執業大律師，現任公民黨執委， 立法會議員（法律界），立法會內務委員會副主席，司法及法律事務委員會副主席 |
| 90   | 11月15日 | 一國還是兩制行先?                                             | 鍾國斌   | 立法會議員（紡織及製衣界）                                                                            |
| 91   | 11月22日 | 人大釋法是否用作去除立法會內的激進派?                         | 張超雄   | 立法會議員（新界東）                                                                                  |
| 92   | 11月29日 | 新一屆立法會再面對四年僵局?                                   | 梁君彥   | 新任立法會主席                                                                                        |
| 93   | 12月6日  | 北京是否試圖接觸温和民主派以分裂民主陣營?                     | 周融     | 幫港出聲行動會長                                                                                      |
| 94   | 12月13日 | 選舉委員會中的泛民成員會投選那位成為行政長官?                 | 胡志偉   | 立法會議員（九龍東）、民主黨主席、黃大仙區議員                                                        |
| 94   | 12月13日 | 選舉委員會中的泛民成員會投選那位成為行政長官?                 | 周浩鼎   | 立法會議員（區議會（第二））、民建聯副主席                                                            |
| 95   | 12月20日 | 葉劉淑儀當選特首的機會有多大？                                | 葉劉淑儀 | 立法會議員（香港島）、新民黨兼匯賢智庫主席                                                            |
| 96   | 12月27日 | 為何仍有130萬人活在貧窮線下?                                  | 羅致光   | 前立法會議員（社會福利界）、民主黨成員，扶貧委員會委員                                                |

### 2017年
| 集數 | 首播日期 | 主題                                                     | 嘉賓     | 身份                                       |
| 97   | 1月3日   | 新一任行政長官必須要做什麼才令香港團結?                  | 鄭宇碩   | 公民黨成員，守護公義基金創辦人             |
| 98   | 1月10日  | 為什麼在香港建造一座故宮博物館的複製品會被政治化?        | 陳淑莊   | 立法會議員（香港島）                       |
| 99   | 1月17日  | 中央屬意誰人成為下任行政長官?                            | 盛智文   | 選舉委員會委員（飲食界）                   |
| 100  | 1月24日  | 現在是否該先放下政治，專注處理民生問題?                  | 張建宗   | 政務司司長                                 |
| 101  | 1月31日  | 雞年對香港及全球是好還是壞?                              | 蔣匡文   | 風水專家                                   |
| 102  | 2月7日   | 如果當選特首，林鄭月娥可為香港帶來和諧嗎?                | 林鄭月娥 | 2017年香港行政長官選舉參選人               |
| 103  | 2月14日  | 曾俊華有成為特首的條件嗎?                                | 曾俊華   | 2017年香港行政長官選舉參選人               |
| 104  | 2月21日  | 選委會的泛民成員是否分歧太大，難以影響行政長官選舉?      | 莫乃光   | 立法會議員（資訊科技界）                   |
| 105  | 2月28日  | 政府是否太吝嗇於使用公帑?                                | 陳茂波   | 財政司司長                                 |
| 106  | 3月7日   | 葉劉淑儀未能符合競選特首的資格是否證明我們的體制出問題?  | 葉劉淑儀 | 立法會議員（香港島）                       |
| 107  | 3月14日  | 為何反對陣營支持曾俊華而不是林鄭月娥競選特首?            | 郭榮鏗   | 立法會議員（法律界）                       |
| 108  | 3月21日  | 在新一任特首管治下，香港能熬過再五年的不諧和嗎?          | 林煥光   | 行政會議召集人                             |
| 109  | 3月28日  | 新任特首林鄭月娥可否團結香港?                            | 胡志偉   | 立法會議員（九龍東）                       |
| 109  | 3月28日  | 新任特首林鄭月娥可否團結香港?                            | 湯家驊   | 民主思路召集人                             |
| 110  | 4月4日   | 林鄭月娥跟梁振英會有多大分別?                            | 林鄭月娥 | 候任行政長官                               |
| 111  | 4月11日  | 林鄭月娥怎能證明她不是梁振英翻版?                        | 周浩鼎   | 立法會議員（區議會（第二））               |
| 111  | 4月11日  | 林鄭月娥怎能證明她不是梁振英翻版?                        | 梁繼昌   | [立法會議員]（會計界）                     |
| 112  | 4月18日  | 香港的樓價會繼續上升?還是泡沫會爆破?                     | 施永青   | 中原地產董事局主席                         |
| 113  | 4月25日  | 英國管治香港的表現較好?                                  | 夏佳理   | 前行政會議召集人                           |
| 114  | 5月2日   | 人們應該怎樣評價特朗普上任的首一百天?                    | 夏龍     | 中文大學港美中心行政總監                   |
| 115  | 5月9日   | 反對派和建制派可否合作，協助林鄭月娥團結香港？           | 鍾國斌   | 立法會議員（紡織及製衣界）                 |
| 115  | 5月9日   | 反對派和建制派可否合作，協助林鄭月娥團結香港？           | 楊岳橋   | 立法會議員（紡織及製衣界）                 |
| 116  | 5月16日  | 香港的教育制度真的不合用？                               | 陳美齡   | 歌手、作家及教育家                         |
| 117  | 5月23日  | 梁振英有權力參與立法會對他的調查嗎?                      | 林卓廷   | 立法會議員（新界東）                       |
| 118  | 5月30日  | 為何梁振英突然強烈反擊 UGL 事件?                         | 何君堯   | 立法會議員（新界西）                       |
| 119  | 6月6日   | 中央政府是否要收緊對香港的控制?                          | 胡漢清   | 基本法研究中心主任                         |
| 120  | 6月13日  | 香港的樓市泡沫是否快要爆破?                              | 關焯照   | 長遠房屋策略督導委員會委員                 |
| 120  | 6月13日  | 香港的樓市泡沫是否快要爆破?                              | 黃元山   | 中文大學客席講師                           |
| 121  | 6月20日  | 無法負擔的樓價、香港自決、北京收緊管治                   | 朱凱廸   | 社會運動人士                               |
| 122  | 6月27日  | 香港回歸中國20年，甚麼出錯了？甚麼做得對？               | 劉慧卿   | 民主黨前主席                               |
| 123  | 7月4日   | 習近平訪港，對政治分化的香港有甚麼影響？                 | 郭榮鏗   | 執業大律師，現任公民黨執委                 |
| 124  | 7月11日  | 相比梁振英，北京會給予林鄭月娥更大的自由度去管治香港嗎？ | 范徐麗泰 | 港區全國人大代表及全國人大常委會委員       |
| 125  | 7月18日  | 香港家庭避不過住劏房和迷你單位的厄運？                   | 陳帆     | 運輸及房屋局局長                           |
| 126  | 7月25日  | 沒有了長毛梁國雄，立法會將會變成怎樣？                   | 梁國雄   | 前立法會議員，社民連成員                   |
| 127  | 8月1日   | 為何香港人害怕內地出入境人員駐守高鐵總站？               | 葉劉淑儀 | 立法會議員（香港島）、新民黨兼匯賢智庫主席 |
| 128  | 8月8日   | 怎樣可以確保内地官員於高鐵西九龍總站不會越權？           | 袁國強   | 律政司司長、資深大律師                     |
| 129  | 8月15日  | 港府在過去10年是否一直是『守財奴』？                     | 陳茂波   | 財政司司長                                 |
| 130  | 8月22日  | 為何法官突然強硬對待民主運動？                           | 湯家驊   | 行政會議成員，資深大律師                   |
| 131  | 8月29日  | 香港的法官已失去獨立性？                                 | 熊運信   | 前香港律師會會長                           |
| 132  | 9月5日   | 法官是否該寬容對待年輕政治活躍分子？                     | 江樂士   | 前刑事檢控專員                             |
| 133  | 9月12日  | 林鄭月娥可令樓價變得較易負擔？                           | 李永達   | 土地監察主席，民主黨中常委                 |
| 134  | 9月19日  | 為何香港年輕人變得如此政治化？                           | 李國章   | 香港大學校務委員會主席，行政會議成員       |
| 135  | 9月26日  | 仇恨言論成為香港政壇一部分了？                           | 何君堯   | 立法會議員（新界西）                       |
| 136  | 10月3日  | 為何越來越多香港女性嫁給內地男子？                       | 黎黄靄玲 | 香港集思會行政總裁                         |
| 137  | 10月10日 | 香港人是否應該為內地人員駐守高鐵西九總站感到害怕？       | 涂謹申   | 立法會議員，民主黨成員                     |
| 138  | 10月17日 | 林鄭月娥能再次團結嚴重分化的香港嗎？                     | 林鄭月娥 | 行政長官                                   |
| 139  | 10月24日 | 林鄭月娥跟反對派的政治蜜月期是否已結束？                 | 莫乃光   | 立法會議員（資訊科技界）                   |
| 140  | 10月31日 | 國民教育是否會洗腦？                                     | 葉建源   | 立法會議員（教育界）                       |
| 141  | 11月7日  | 中國冒起對香港和全球有何意義？                           | 陳文鴻   | 珠海學院一帶一路研究所所長                 |
| 141  | 11月7日  | 中國冒起對香港和全球有何意義？                           | 歐年樂   | 記者，作家，從事中國研究學者               |
| 142  | 11月14日 | 「特朗普就公平貿易這議題向習近平施加足夠的壓力嗎？」     | 早泰娜   | 香港美國商會會長                           |
| 143  | 11月21日 | 為何國歌和一地兩檢對政府來說是法律地雷陣？               | 楊艾文   | 法律專家                                   |
| 144  | 11月28日 | 為何北京政府未能得到香港反對派的認同和信任？             | 梁愛詩   | 香港特別行政區基本法委員會副主任           |
| 145  | 12月5日  | 四名失去資格議員應否交還薪津？                           | 謝偉俊   | 立法會議員（九龍東）                       |
| 146  | 12月12日 | 香港人大代表有沒有實權？                                 | 王敏剛   | 港區全國人大代表                           |
| 147  | 12月19日 | 立法會修改議事規則，反對派是否再不能監察政府？           | 林健鋒   | 立法會議員（商界（第一））                 |
| 148  | 12月26日 | 為何本港年輕人對看書失去興趣？                           | 陳美齡   | 前香港歌手                                 |

### 2018年
| 集數 | 首播日期 | 主題                                                   | 嘉賓                  | 身份                                        |
| 149  | 1月2日   | 香港人笑得足夠嗎？                                     | Jami Gong Ben Quinlan | 棟篤笑藝人                                  |
| 150  | 1月9日   | 香港正失去高度自治？                                   | 唐偉康                | 美國駐港總領事                              |
| 151  | 1月16日  | 鄭若驊能否順利接任律政司司長？                         | 林定國                | 香港大律師公会主席                          |
| 152  | 1月23日  | 反對派可否奪回失去的立法會议席？                       | 郑宇硕                | 政治評論員                                  |
| 153  | 1月30日  | 港人该给律政司司长鄭若驊多点时间作交代？               | 梁美芬                | 香港經濟民生联盟成員、立法会议员            |
| 154  | 2月6日   | 为何富裕如香港的城市会出現医療短缺？                   | 郭家麒                | 醫生、公民党成員、立法会议员                |
| 155  | 2月13日  | 展望狗年，運程會怎樣？                                 | 蔣匡文                | 風水師                                      |
| 156  | 2月20日  | 特朗普令中、美兩國勢必起衝突？                         | 夏龍（Glenn Shive）   | 香港美國中心行政總裁                        |
| 157  | 2月27日  | 財政預算案該給大家"派糖"嗎？                           | 關焯照                | 冠域商業及經濟研究中心主任                  |
| 157  | 2月27日  | 財政預算案該給大家"派糖"嗎？                           | 黃元山                | 中文大學客席講師                            |
| 158  | 3月6日   | 為甚麼不把更多納稅人的錢回饋於民？                     | 陳茂波                | 財政司司長                                  |
| 159  | 3月13日  | 選民於星期日的立法會補選傳遞了甚麼信息？               | 周庭                  | 香港眾志常委                                |
| 159  | 3月13日  | 選民於星期日的立法會補選傳遞了甚麼信息？               | 司馬文                | 南區區議會區議員                            |
| 160  | 3月20日  | 選民是否背棄香港的民主運動？                           | 周浩鼎                | 立法會議員 （區議會（第二））               |
| 160  | 3月20日  | 選民是否背棄香港的民主運動？                           | 張超雄                | 立法會議員（新界東）                        |
| 161  | 3月27日  | 政府該收回體育會用地來建屋嗎？                         | 黃遠輝                | 土地供應專責小組主席                        |
| 162  | 4月3日   | 中美貿易戰對香港會有多大影響？                         | 艾兆年                | 貿易專家                                    |
| 163  | 4月10日  | 香港的言論自由是否受到攻擊？                           | 蔡騏                  | 法政匯思召集人                              |
| 164  | 4月17日  | 習近平的經濟改革足以避免爆發中美貿易戰嗎？             | 早泰娜                | 香港美國商會會長                            |
| 165  | 4月24日  | 現在香港是時候通過第23條國家安全法嗎？                 | 田北俊                | 自由黨榮譽主席                              |
| 166  | 5月1日   | 為何反對派立法會議員熱衷於跟林鄭月娥示好？             | 郭榮鏗                | 立法會議員（法律界）、公民黨執委            |
| 167  | 5月8日   | 為何要保存粉嶺高爾夫球場？                             | 賴以尊                | 香港高爾夫球總會行政總裁                    |
| 167  | 5月8日   | 為何要保存粉嶺高爾夫球場？                             | 鄧子鏗                | 香港高爾夫球總會精英培訓經理                |
| 168  | 5月15日  | 反對派能阻撓審議高鐵一地兩檢？                         | 譚文豪                | 立法會議員（九龍東）                        |
| 169  | 5月22日  | 為何高鐵的售票系統引發重大爭議？                       | 田北辰                | 立法會議員（新界西）                        |
| 170  | 5月29日  | 為何香港的資訊科技業如此落後？                         | 李行偉                | 香港科技大學副校長                          |
| 171  | 6月5日   | 為何香港於房屋、政治、環境等議題上意見嚴重分歧？       | 陸恭蕙                | 香港科技大學副教授                          |
| 172  | 6月12日  | 為何政府未能令熾熱的樓市降溫？                         | 李永達                | 前立法會議員                                |
| 173  | 6月19日  | 特金會哪一方獲勝？                                     | 北村隆則              | 日本外交官、學者                            |
| 173  | 6月19日  | 特金會哪一方獲勝？                                     | 康明凱                | 前任加拿大外交官                            |
| 174  | 6月26日  | 港鐵鬧出多宗醜聞，該有人負責嗎？                       | 黎廣德                | 公共專業聯盟創會主席及現任政策召集人        |
| 175  | 7月3日   | 為何特朗普就無核化奬勵北韓，但懲罰伊朗？               | 梅迪法格雷            | 伊朗駐港總領事                              |
| 176  | 7月10日  | 大灣區真能利好香港?                                    | 聶德權                | 政制及內地事務局局長                        |
| 177  | 7月17日  | 特朗普能否贏得這場貿易戰?                              | 畢艾倫                | 中國美國商會會長                            |
| 178  | 7月24日  | 為何同性婚姻於21世紀的香港仍是禁忌?                    | 梁鎮罡 Scott Adams    |                                             |
| 179  | 7月31日  | 禁止民族黨運作是否小題大造?                            | 湯家驊                | 香港行政會議非官守成員                      |
| 180  | 8月7日   | 香港的內地旅客是否太多?                                | 劉鎮漢                | 香港旅遊發展局總幹事                        |
| 181  | 8月14日  | 禁止民族黨運作怎影響香港政壇?                          | 梁君彥                | 立法會主席                                  |
| 182  | 8月21日  | 政府該否就香港外國記者會容許港獨的言論而終止其租約？   | 葉劉淑儀              | 行政會議成員、立法會議員（香港島）          |
| 183  | 8月28日  | 現在是時候提出23條國家安全法？                         | 涂謹申                | 立法會議員（區議會（第二））                |
| 184  | 9月4日   | 填海是否解決房屋危機的唯一方法？                       | 林奮強                | 前行政會議成員                              |
| 185  | 9月11日  | 政治不穩，驅使香港人移民？                             | 南傑瑞                | 加拿大駐港澳總領事                          |
| 186  | 9月18日  | 落實中美關係的前美國總統對特朗普的對華政策有甚麼看法？ | 卡特                  | 美國前總統                                  |
| 187  | 9月25日  | 對納稅人來說，高鐵是物有所值嗎?                        | 陳帆                  | 香港運輸及房屋局局長                        |
| 188  | 10月2日  | 禁止民族黨運作有否損害言論自由?                        | 周浩鼎                | 立法會議員（區議會（第二））                |
| 188  | 10月2日  | 禁止民族黨運作有否損害言論自由?                        | 楊艾文                | 香港大學法律學院副院長                      |
| 189  | 10月9日  | 香港人想從林鄭月娥的施政報告得到甚麽?                  | 鍾國斌                | 立法會議員（紡織及製衣界），自由黨主席      |
| 189  | 10月9日  | 香港人想從林鄭月娥的施政報告得到甚麽?                  | 朱凱迪                | 立法會議員（新界西）                        |
| 190  | 10月16日 | 林鄭月娥能重燃香港的希望嗎?                            | 林鄭月娥              | 香港行政長官                                |
| 191  | 10月23日 | 香港能再有適合的氣氛推行政改嗎?                        | 林卓廷                | 立法會議員（新界東）                        |
| 192  | 10月30日 | 香港的樓市泡沬是否正爆破?                              | 卓百德                | Portwood Capital 董事總經理，著名地產分析員 |
| 193  | 11月6日  | 香港真需要在大嶼山外建人工島？                         | 林奮強                | 前行政會議成員，香港黃金五十創辦人之一      |
| 194  | 11月13日 | 香港該為越演越烈的中美貿易戰多擔心？                   | 陳永健                | 香港貿易發展局助理首席經濟師                |
| 195  | 11月20日 | 北京是否正向林鄭月娥施壓為第23條國家安全法立法？       | 鍾國斌                | 立法會議員（紡織及製衣界），香港自由黨主席  |
| 196  | 11月27日 | 發生多宗醫療失誤是否意味本港醫生的監管不足？           | 郭家麒                | 立法會議員（新界西）                        |
| 197  | 12月4日  | 少了跟美國的特殊經貿關係，香港能撐下去嗎?              | 郭榮鏗                | 立法會議員（法律界），公民黨執委            |
| 198  | 12月11日 | 民主派經過兩次選舉挫敗，是否意味星光漸退？             | 劉慧卿                | 前立法會議員，民主黨前主席                  |
| 199  | 12月18日 | 政府是否透過取消參選人的資格，故意針對反對派？         | 朱凱迪                | 立法會議員（新界西），土地正義聯盟成員      |
| 200  | 12月25日 | 香港人知道聖誕節的真正意義嗎？                         | 鄺保羅                | 香港聖公會大主教                            |

### 2019年
| 集數 | 首播日期 | 主題                                                                | 嘉賓     | 身份                                              |
| 201  | 1月1日   | 2018年哪些事件影響香港最深?                                         | 楊健興   | 香港記者協會主席                                  |
| 202  | 1月8日   | 內地遊客湧至會否影響港人生活質素?                                   | 周浩鼎   | 立法會議員（區議會（第二））                      |
| 203  | 1月15日  | 為何那麽多香港人怕《國歌法》?                                       | 梁家傑   | 公民黨主席                                        |
| 204  | 1月22日  | 在削減長者福利方面，林鄭月娥會否堅守立場?                           | 張超雄   | 立法會議員（新界東）                              |
| 205  | 1月29日  | 在隧道收費及削減福利的事上，政府是否不了解民情?                     | 熊永達   | 香港理工大學土木及結構工程系副教授                |
| 206  | 2月5日   | 展望豬年運程如何?                                                   | 蔣匡文   | 風水師                                            |
| 207  | 2月12日  | 香港應否限制內地遊客的數目?                                         | 譚凱邦   | 環保觸覺創辦人，新民主同盟荃灣區議會 馬灣選區議員 |
| 207  | 2月12日  | 香港應否限制內地遊客的數目?                                         | 關焯照   | 長遠房屋策略督導委員會委員                        |
| 208  | 2月19日  | 財政司司長陳茂波新一份預算案應否派錢?                               | 王銳強   | 香港稅務學會前會長                                |
| 208  | 2月19日  | 財政司司長陳茂波新一份預算案應否派錢?                               | 李兆波   | 中文大學工商管理學院高級講師                      |
| 209  | 2月26日  | 北京加強對香港的管治，美國有多擔心?                                 | 唐偉康   | 美國駐港總領事                                    |
| 210  | 3月5日   | 為何預算案總缺乏新思維?                                             | 陳茂波   | 財政司司長                                        |
| 211  | 3月12日  | 為甚麼港人強烈反對中港引渡協議?                                     | 楊岳橋   | 立法會議員（新界東），公民黨黨魁                  |
| 212  | 3月19日  | 電子煙的傷害真的比香煙少?                                           | 麥龍詩迪 | 公共衞生及煙草控制專家                            |
| 212  | 3月19日  | 電子煙的傷害真的比香煙少?                                           | 顧博賢   | 菲利普莫里斯亞洲集團有限公司總經理                |
| 213  | 3月26日  | 政府斥資6240億興建人工島是否浪費公帑?                               | 陳致馨   | 香港測量師學會產業測量組理事                      |
| 213  | 3月26日  | 政府斥資6240億興建人工島是否浪費公帑?                               | 任憲邦   | 民間土地資源專家組成員                            |
| 214  | 4月2日   | 美國是否在干預香港的內部事務?                                       | 郭榮鏗   | 立法會議員（法律界），公民黨執委                  |
| 215  | 4月9日   | 跟內地訂立引渡條約會進一步侵害香港的自治?                           | 林健鋒   | 立法會議員（商界（第一）），行政會議成員          |
| 216  | 4月16日  | 佔中人士被判罪成，民主將怎麼發展?                                   | 毛孟靜   | 立法會議員（九龍西），香港本土組織副主席          |
| 217  | 4月23日  | 西方是否大打香港牌威脅中國的國家安全?                               | 馬恩國   | 香港法學交流基金會主席                            |
| 218  | 4月30日  | 香港醫生是不是阻止海外醫生來港，避免競爭?                           | 何仲平   | 香港醫學會會長                                    |
| 219  | 5月7日   | 為何這麼多香港人害怕香港跟內地建立引渡協議?                         | 吳文遠   | 社會民主連線主席                                  |
| 220  | 5月14日  | 香港就提出引渡條例而面對憲制危機?                                   | 謝偉俊   | 立法會議員（九龍東）                              |
| 221  | 5月21日  | 誰要為跟內地訂立引渡協議所引發的危機負責?                           | 石禮謙   | 立法會議員（地產及建造界）                        |
| 222  | 5月28日  | 不受歡迎的引渡條例會否吸引大批市民參加六四事件今年的30周年紀念集會? | 何俊仁   | 現任支聯會主席                                    |
| 223  | 6月4日   | 事隔30年，是時候忘記六四事件?                                       | 高敬文   | 香港浸會大學政治及國際關係學系系主任              |
| 223  | 6月4日   | 事隔30年，是時候忘記六四事件?                                       | 張秀賢   | 前中文大學學生會會長                              |
| 224  | 6月11日  | 政府為何不撤回跟內地訂立不受歡迎的引渡條例?                         | 張建宗   | 政務司司長                                        |
| 225  | 6月18日  | 是甚麼令衆多年輕人變得激進?                                         | 梁穎敏   | 民間人權陣線副召集人                              |
| 226  | 6月25日  | 林鄭月娥應該辭職?還是該有第二次機會?                                | 莫乃光   | 立法會議員（資訊科技界）                          |
| 227  | 7月2日   | 港府是否已失去管治香港的威信?                                       | 郭榮鏗   | 立法會議員（法律界）                              |
| 228  | 7月9日   | 可重建年輕人和警察之間的信任嗎?                                     | 何君堯   | 立法會議員（新界西）                              |
| 229  | 7月16日  | 為何學生領袖拒絕跟林鄭月娥會面?                                     | 葉子萱   | 中文大學學生會副會長                              |
| 230  | 7月23日  | 香港的政治危機會否構成保安風險?                                     | 韋啟賢   | 保安風險專家，警隊刑事情報科前主管                |
| 231  | 7月30日  | 林鄭月娥想重新團結社會是否太遲?                                     | 盛智文   | 蘭桂坊控股有限公司董事會主席                      |
| 232  | 8月6日   | 44個年輕示威者被控暴動罪，會否阻止日後的示威行動?                   | 朱凱迪   | 立法會議員（新界西）                              |
| 233  | 8月13日  | 中國仍想香港充當頂尖經濟中心?                                       | 鍾國斌   | 立法會議員（紡織及製衣界）                        |
| 234  | 8月20日  | 民意是否轉向反對示威者?                                             | 梁穎敏   | 民間人權陣線副召集人                              |
| 235  | 8月27日  | 為何學生領袖不跟林鄭月娥會面?                                       | 呂天忻   | 學生會領袖                                        |
| 236  | 9月3日   | 緊急法會結朿示威活動?還是損害香港?                                  | 楊岳橋   | 立法會議員（新界東）                              |
| 237  | 9月10日  | 香港可以回復原狀嗎?                                                 | 夏佳理   | 前行政會議成員                                    |
| 238  | 9月17日  | 選民會否在即將舉行的選舉懲罸建制派議員?                             | 周浩鼎   | 立法會議員（區議會（第二））                      |
| 239  | 9月26日  | 林鄭月娥的公開對話能結朿示威嗎?                                     | 林琳     | 荃灣區議會區議員（荃灣西），民建聯成員            |
| 239  | 9月26日  | 林鄭月娥的公開對話能結朿示威嗎?                                     | 張秀賢   | 前中文大學學生會會長，前學民思潮發言人            |
| 240  | 10月1日  | 香港社會動盪不安對中國領導層是否嚴重問題?                           | 歐年樂   | 英國記者，作家                                    |
| 241  | 10月8日  | 緊急法、宵禁和禁蒙面法能阻止示威嗎?                                 | 韋啟賢   | 保安風險專家，警隊刑事情報科前主管                |
| 242  | 10月15日 | 政府用緊急法壓制香港的自由?                                         | 楊艾文   | 香港大學法律學院副院長                            |
| 243  | 10月22日 | 林鄭月娥提出協助市民買樓的措施能夠平息示威嗎?                       | 黃遠輝   | 土地供應專責小組前主席                            |
| 244  | 10月29日 | 傳媒在反政府示威中扮演甚麼角色?                                     | 楊健興   | 香港記者協會主席                                  |
| 245  | 11月5日  | 調查委員會能否解決香港社會動盪不安的根本原因?                       | 列顯倫   | 前終審法院常任法宫                                |
| 246  | 11月12日 | 習近平稱讚林鄭月娥代表她能穏坐特首之位?                             | 崔大偉   | 香港科技大學人文與社會科學學院副院長              |
| 247  | 11月19日 | 怎樣及誰人能夠制止暴力示威?                                         | 盛智文   | 蘭桂坊控股有限公司董事會主席                      |
| 248  | 11月26日 | 反對派在區議會選舉獲壓倒性勝利，林鄭月娥應該如何回應?               | 梁國雄   | 前社會民主連線主席                                |
| 249  | 12月3日  | 香港是否成為了中美冷戰的前線?                                       | 田北辰   | 縱橫二千集團創辦人                                |
| 250  | 12月10日 | 如何修補警民之間破裂的信任關係?                                     | 鄧炳強   | 新任警務處處長                                    |
| 251  | 12月17日 | 建制派能否重新贏得港人支持?                                         | 周浩鼎   | 立法會議員 〔區議會 (第二)〕，民建聯副主席        |
| 252  | 12月24日 | 為何香港未能如澳門那樣順從北京?                                     | 楊健興   | 香港記者協會主席                                  |
| 253  | 12月31日 | 北京還能支持林鄭月娥多久?                                           | 歐年樂   | 英國記者，作家                                    |

### 2020年
| 集數   | 首播日期 | 主題                                                        | 嘉賓                                 | 身份                                                             |
| 254    | 1月7日   | 新當選的年輕區議員有何行動策略?                             | 盧俊宇                               | 屯門區議會樂翠選區新任區議員，民主黨黨員                         |
| 254    | 1月7日   | 新當選的年輕區議員有何行動策略?                             | 何國豪                               | 屯門區議會富泰選區新任區議員，滙政衞言召集人                     |
| 255    | 1月14日  | 台灣大選的結果會影響香港的示威活動嗎?                       | 林和立                               | 香港中國事務記者及評論員                                         |
| 256    | 1月21日  | 鼠年能否結束香港的政治動盪?                                 | 蔣匡文                               | 香港風水師及建築師                                               |
| 257    | 1月28日  | 該為新型冠狀病毒感到擔憂?                                   | 許樹昌                               | 香港中文大學內科及藥物治療學系系主任                             |
| 258    | 2月4日   | 武漢新型冠狀病毒會否成為全球疫症?                           | 福田敬二                             | 香港大學公共衞生學院院長及臨床教授                               |
| 259    | 2月11日  | 阻止武漢肺炎病毒在香港社區爆發是否太遲?                     | 郭家麒                               | 立法會議員（新界西）                                             |
| 260    | 2月18日  | 為何政府無法為市民找來足夠口罩?                             | 林健鋒                               | 立法會議員 （商界 (第一)），行政會議成員                         |
| 261    | 2月25日  | 財政司司長該給香港市民派錢嗎?                               | 鍾國斌                               | 立法會議員 （紡織及製衣界），自由黨黨魁                          |
| 262    | 3月3日   | 政府能否以派錢重獲公衆支持?                                 | 陳茂波                               | 財政司司長                                                       |
| 263    | 3月10日  | 冠狀病毒疫情會消退還是成為大流行?                           | 許樹昌                               | 香港中文大學內科及藥物治療學系系主任，傳染病專家                 |
| 264    | 3月17日  | 長時間的停課會傷害學生嗎?                                   | 葉建源                               | 立法會議員 （教育界）                                            |
| 265    | 3月24日  | 冠狀病毒疫情是否在損害香港的媒體自由?                       | 陳建強                               | 香港電台顧問委員會主席                                           |
| 266    | 3月31日  | 對酒吧和餐廳進行更嚴格的控制能夠阻止冠狀病毒疫情嗎?         | 張宇人                               | 立法會議員 （飲食界），行政會議成員                              |
| 267    | 4月7日   | 冠狀病毒大流行將持續多長時間?                               | 高本恩                               | 香港大學公共衛生學院教授及流行病和生物統計學分部主任，傳染病學家 |
| 268    | 4月14日  | 政府的巨額援助是否足以拯救香港企業?                         | 盛智文                               | 蘭桂坊集團主席                                                   |
| 269    | 4月21日  | 大流行結束後，新常態將是什麼樣?                             | 鄧希煒                               | 香港大學經濟及工商管理學院經濟學教授                             |
| 270    | 4月28日  | 北京正在侵蝕香港的高度自治嗎?                               | 張炳良                               | 前運輸及房屋局局長                                               |
| 271    | 5月5日   | 香港是否準備放鬆冠狀病毒的限制?                             | 袁國勇                               | 香港大學李嘉誠醫學院幑生物系講座教授，中國工程院院士             |
| 272    | 5月12日  | 使香港擺脫政治分歧是否為時已晚?                             | 田北辰                               | 立法會議員 （新界西），實政圓桌召集人                            |
| 273    | 5月19日  | 香港學生的思想是否被通識教育所毒害?                         | 葉建源                               | 立法會議員 （教育界），香港教育專業人員協會副會長                |
| 274    | 5月26日  | 北京決定在香港實施國家安全法會損害一國兩制嗎?               | 周浩鼎                               | 立法會議員 （區議會（第二））                                    |
| 275    | 6月2日   | 美國認定香港不再具有高度自治將對我們造成多大的傷害?         | 鍾國斌                               | 立法會議員 （紡織及製衣界），自由黨黨魁                          |
| 276    | 6月9日   | 中國的國家安全法是否意味著香港反對派的終結?                 | 楊岳橋                               | 立法會議員 （新界東），公民黨黨魁                                |
| 277    | 6月16日  | 香港人應該有多恐懼國家安全法?                               | 湯家驊                               | 行政會議非官守成員，民主思路召集人                               |
| 278    | 6月23日  | 新的國家安全法會改變我們所認識的香港嗎?                     | 梁愛詩                               | 前香港特別行政區基本法委員會副主任委員                           |
| 279    | 6月30日  | 國家安全法會否使九月份的立法會選舉中的反對派候選人喪失資格? | 涂謹申                               | 立法會議員 （區議會（第二）），民主黨成員                        |
| 280    | 7月7日   |                                                             | 楊健興                               | 香港記者協會主席                                                 |
| 280    | 7月7日   | 高敬文                                                      | 香港浸會大學政治及國際關係學系系主任 |                                                                  |
| 281    | 7月14日  |                                                             | 許樹昌                               | 香港中文大學內科及藥物治療學系系主任                             |
| 282    | 7月21日  | 防疫措施是否需要「加辣」以歇止第三波新型冠狀病毒社區爆發？  | 高本恩                               | 香港大學公共衛生學院教授及流行病和生物統計學分部主任，傳染病學家 |
| 283    | 7月28日  | 香港已擠迫不堪的醫院能否應對新冠肺炎的爆發?                 | 馬仲儀                               | 香港公共醫療醫生協會主席                                         |
| 284    | 8月4日   | 香港能否從深陷的政經危機中走出來?                           | 盛智文                               | 蘭桂坊控股有限公司董事會主席                                     |
| 285    | 8月11日  | 香港的反對派已走向末路?                                     | 張超雄                               | 立法會議員（新界東）                                             |
| 286    | 8月18日  | 香港傳媒的採訪自由已死?                                     | 陳建強                               | 香港電台顧問委員會主席                                           |
| 287    | 8月25日  | 全民檢測能否遏止新冠肺炎的爆發?                             | 蔡堅                                 | 香港醫學會主席                                                   |
| 288    | 9月1日   | 立法會反對派議員應接受或杯葛獲延長的一年任期?               | 梁繼昌                               | 立法會議員（會計界）                                             |
| 289    | 9月8日   | 香港的普及社區檢測計劃能遏止新型冠狀病毒的蔓延嗎？          | 高本恩                               | 香港大學公共衛生學院教授及流行病和生物統計學分部主任，傳染病學家 |
| 290    | 9月15日  | 香港是否已失去其國際地位?                                   | 葉劉淑儀                             | 新民黨主席，立法會議員（香港島），行政會議成員                   |
|        | 9月22日  | 政府應否對酒吧及食肆放寬社交距離限制?                       | 張宇人                               | 立法會議員（飲食界），行政會議成員，自由黨主席                   |
|        | 9月29日  | 政府對傳媒作出重新定義會否損害採訪自由?                     | 劉慧卿                               | 民主黨國際事務委員會主席，民主黨第5任主席                        |
|        | 10月6日  | 獲延任一年的香港立法會會否變成橡皮圖章?                     | 鍾國斌                               | 立法會議員（紡織及製衣界），自由黨黨魁                           |
|        | 10月13日 | 香港是否正出現第四波新冠肺炎疫情的苗頭?                     | 郭家麒                               | 立法會議員（新界西），公民黨健康及生活質素支部主席               |
|        | 10月20日 | 在中國的發展中北京視深圳的角色比香港重要?                   | 謝偉俊                               | 立法會議員（九龍東），灣仔區議會議員（樂活），創建力量顧問       |
|        | 10月27日 | 香港會否在即將到來的冬季受到流感及新冠肺炎疫情的雙重打擊?   | 許樹昌                               | 香港中文大學內科及藥物治療學系系主任                             |
|        | 11月3日  | 公眾批評法官是否正威脅香港的司法獨立?                       | 何君堯                               | 立法會議員（新界西），新界關注大聯盟創始成員                     |
|        | 11月10日 | 美國總統選舉結果將怎樣影響中美關係?                         | 麥高誠                               | 前香港美國商會主席                                               |
| 艾兆年 | 11月10日 | 美國總統選舉結果將怎樣影響中美關係?                         | 美國共和黨海外部香港分部主席         |                                                                  |
|        | 11月17日 | 北京取消立法會反對派議員的資格是否意味香港民主運動的終結?   | 楊岳橋                               | 香港執業大律師，前立法會議員 （新界東），前公民黨黨魁            |
|        | 11月24日 | 特首林鄭月娥能否借即將發表的施政報告贏回公眾對她的支持?     | 黃元山                               | 團結香港基金副總幹事                                             |
| 徐家健 | 11月24日 | 特首林鄭月娥能否借即將發表的施政報告贏回公眾對她的支持?     | 經濟學教授                           |                                                                  |
|        | 12月1日  | 在強制停業及其他限制措施下酒吧及食肆還能生存多久?           | 盛凱                                 | 蘭桂坊控股有限公司副主席兼行政總裁                               |
|        | 12月8日  | 香港的反對派已走向窮途末路?                                 | 涂謹申                               | 前立法會議員 （區議會 (第二)），油尖旺區議會奧運選區議員         |
|        | 12月15日 | 怎樣挽回公衆對警方的信任?                                   | 鄧炳強                               | 警務處處長                                                       |
|        | 12月22日 | 香港的司法制度須否大幅改革?                                 | 烈顯倫                               | 前終審法院非常任法官                                             |
|        | 12月29日 | 應否對新冠病毒的變種感到擔憂?                               | 高本恩                               | 香港大學公共衞生學院敎授                                         |

### 2021年
| 集數   | 首播日期 | 主題                                                                  | 嘉賓                         | 身份                                                    |
|        | 1月5日   | 香港的反對派今後還能扮演怎樣的角色?                                   | 羅健熙                       | 新任民主黨主席，南區區議會主席                          |
|        | 1月12日  | 政府何時準備好充足的新冠疫苗以保護所有香港人?                         | 聶德權                       | 公務員事務局局長                                        |
|        | 1月19日  | 已移居海外的香港居民應喪失香港居留權?                                 | 田北辰                       | 立法會議員（新界西），港區全國人大代表， 實政圓桌召集人 |
|        | 1月26日  | 新上任的美國總統拜登會否如特朗普般對華強硬?                           | 麥高誠                       | 前香港美國商會主席                                      |
| 艾兆年 | 1月26日  | 新上任的美國總統拜登會否如特朗普般對華強硬?                           | 美國共和黨海外部香港分部主席 |                                                         |
|        | 2月2日   | 新冠疫苗能否迅速令香港重回正常生活?                                   | 曾浩輝                       | 前衞生防護中心總監                                      |
|        | 2月9日   | 即將到來的牛年會否為世界帶來新希望?                                   | 蔣匡文                       | 香港風水師及建築師                                      |
|        | 2月16日  | 在中小學推行國家安全教育會否影響學生的批判性思考?                     | 葉建源                       | 香港教育專業人員協會副會長                              |
|        | 2月23日  | 財政司司長怎樣在即將發表的財政預算案中協助本地企業及市民?             | 吳錦華                       | 香港稅務學會會長                                        |
| 李兆波 | 2月23日  | 財政司司長怎樣在即將發表的財政預算案中協助本地企業及市民?             | 中文大學商學院教授           |                                                         |
|        | 3月2日   | 北京當局是否要求「愛國愛港者治港，反中亂港者出局」?                   | 羅健熙                       | 民主黨主席，南區區議會主席                              |
| 張秀賢 | 3月2日   | 北京當局是否要求「愛國愛港者治港，反中亂港者出局」?                   | 元朗區議會元龍選區區議員     |                                                         |
|        | 3月9日   | 香港的民主尚未到來?                                                   | 劉慧卿                       | 前民主黨主席                                            |
|        | 3月16日  | 香港人能否克服對接種新冠肺炎疫苗的恐懼?                               | 劉澤星                       | 政府疫苗顧問專家委員會召集人                            |
|        | 3月23日  | 北京大幅修改香港的選舉制度是否意味民主發展的結束?                     | 李華明                       | 民主黨成員，前立法會議員                                |
|        | 3月30日  | 政府暫停復必泰疫苗的接種會否影響對香港人的接種速度?                   | 高本恩                       | 香港大學公共衞生學院教授                                |
|        | 4月6日   | 香港泛民主派會否因北京收緊香港的選舉制度而杯葛今後香港舉行的所有選舉? | 盧俊宇                       | 屯門區議會樂翠選區區議員                                |
|        | 4月13日  | 政府應否實行強制投票及將投白票定為非法?                               | 謝偉俊                       | 立法會議員（九龍東）                                    |
|        | 4月20日  | 為甚麼香港警隊得到這麼低的受歡迎度?                                   | 鄧炳強                       | 警務處處長                                              |
|        | 4月27日  | 完善選舉制度是否香港的未來出路?                                       | 陳智思                       | 行政會議非官守議員召集人，港區全國人大代表              |
|        | 5月4日   | 最新推出的疫苗接種奬勵措施會否成為香港的轉捩點?                       | 張建宗                       | 政務司司長                                              |
|        | 5月11日  | 香港能否於2050年達致碳中和以應對氣候危機?                             | 藍凌志                       | 中華電力首席執行官                                      |
|        | 5月18日  | 香港的印度人社區怎樣協助印度同胞回鄉應付當地嚴峻的新冠肺炎疫情?       | 司徒偉                       | 香港印度社團總會主席                                    |
|        | 5月25日  | 政府提出的最新建議是否足以吸引足夠的海外醫生來港執業?                 | 梁智鴻                       | 前醫院管理局主席                                        |
|        | 6月1日   | 監警會怎樣維持香港巿民對其信任度?                                     | 梁定邦                       | 卸任監警會主席                                          |
|        | 6月8日   | 本港能否吸引合適的海外醫生服務本地的公營醫院?                         | 李國章                       | 行政會議成員，香港大學校務委員會主席                    |
|        | 6月15日  | 香港是否擁有平等機會?                                                 | 朱敏健                       | 平等機會委員會主席                                      |
|        | 6月22日  | 香港能否維持競爭優勢以保持金融中心地位?                               | 李律仁                       | 香港金融發展局主席                                      |
|        | 6月29日  |                                                                       | 郭利民                       | 著名唱片騎師                                            |
|        | 7月6日   | 制定港區國安法一年後香港是否變得更好?                                 | 譚惠珠                       | 香港基本法委員會副主任                                  |
|        | 7月13日  | 香港是否仍是一個居住及經商的好地方?                                   | 拿督顏溪俊                   | 港澳馬來西亞商會會長拿督                                |
|        | 7月20日  | 香港奧運代表之敢幹精神能否重燃?                                       | 霍啟剛                       | 港協暨奧委會副會長                                      |
|        | 7月27日  | 香港經濟是否已走出疫情谷底?                                           | 陳茂波                       | 財政司司長                                              |
|        | 8月3日   | 香港警隊怎能繼續捍衛香港的繁榮及穏定?                                 | 蕭澤頤                       | 新任警務處處長                                          |
|        | 8月10日  | 全面禁煙是否對香港有利?                                               | 湯修齊                       | 香港吸煙與健康委員會主席                                |
|        | 8月17日  | 香港的法治精神是否受到挑戰?                                           | 彭韻僖                       | 香港律師會會長                                          |
|        | 8月24日  | 香港應否進一步推廣高爾夫球運動?                                       | 林詩鍵                       | 香港哥爾夫球會主席                                      |
|        | 8月31日  | 十四五規劃對香港有甚麼意義?                                           | 黃友嘉                       | 前香港中華廠商聯合會會長                                |
|        | 9月7日   | 廿一世紀的女性怎能生活得更豐盛?                                       | 陳美齡                       | 前香港歌手及教育心理學家                                |
|        | 9月14日  | 香港的政治改革是巧合還是必然?                                         | 劉兆佳                       | 全國港澳研究會副會長，前中央政策組首席顧問              |
|        | 9月21日  | 新當選的選舉委員會委員能否為香港選出合適的香港特首及立法會議員?       | 葉劉淑儀                     | 行政會議非官守成員，立法會議員（香港島）， 新民黨主席   |
|        | 9月28日  | 為甚麼香港需要一個主題公園?                                           | 龐建貽                       | 海洋公園公司董事局副主席                                |
|        | 10月5日  | 現今的香港媒體正怎樣演變?                                             | 黃華麒                       | 前廣播處處長                                            |
|        | 10月12日 | 如何確保《施政報告》中的願景能夠實現?                                 | 林鄭月娥                     | 香港行政長官                                            |
|        | 10月19日 | 前海發展能為香港帶來什麼機遇?                                         | 洪為民                       | 現任港區全國人大代表                                    |
|        | 10月26日 | 如何解決香港的住屋需求?                                               | 陳帆                         | 運輸及房屋局局長                                        |
|        | 11月2日  | 現在是否在香港置業的良機?                                             | 施永青                       | 中原地產創辦人                                          |
|        | 11月9日  | 女性在香港海關工作展望                                                | 何珮珊                       | 新任香港海關關長                                        |
|        | 11月16日 | 香港人投資海外物業是否明智?                                           | 李丹翔                       | 資深國際物業投資專家                                    |
|        | 11月23日 | 現在國際航空旅行有多安全?                                             | 宋海西                       | 獨立機場貴賓室營運商                                    |
|        | 11月30日 | 廉政公署怎樣確保來屆立法會選舉公正?                                   | 白韞六                       | 廉政專員                                                |
|        | 12月7日  | 香港人如何在免於恐懼之下行使投票權利?                                 | 鄭若驊                       | 律政司司長                                              |
|        | 12月14日 |                                                                       | 張淑儀醫生                   | 香港乳癌基金會創會人                                    |
|        | 12月21日 | 立法會最重要的功能是甚麼?                                             | 范徐麗泰                     | 資審會非官守委員，前香港立法會主席                      |
|        | 12月28日 |                                                                       | 曾鈺成                       | 前香港立法會主席                                        |

### 2022年
| 集數 | 首播日期 | 主題                                                    | 嘉賓       | 身份                                               |
|      | 1月4日   | 香港餐飲業怎樣在過去兩年史無前例的挑戰中熬過來?         | 黃家和     | 香港食品及飲品行業總會主席                         |
|      | 1月11日  |                                                         | 梁美芬     | 立法會議員（選委會）                               |
|      | 1月18日  | 本地零售業來年能否見到希望?                             | 謝邱安儀   | 香港零售管理協會執委會主席，謝瑞麟珠寶行政總裁     |
|      | 1月25日  | 新一屆立法會組成後如何重拾過去數年失去的機遇?           | 梁君彥     | 香港立法會主席                                     |
|      | 2月1日   | 虎年運程展望                                            | 蔣匡文     | 香港風水師及建築師                                 |
|      | 2月8日   | 香港如何走出新冠疫情?                                   | 陳肇始     | 食物及衞生局局長                                   |
|      | 2月15日  | 北京冬奧結束後，香港體壇又要何去何從?                   | 劉掌珠     | 中國香港體育協會暨奧林匹克委員會副會長             |
|      | 2月22日  | 香港經濟最壞的情況是否過去?                             | 梁兆基     | 香港總商會行政總裁                                 |
|      | 3月1日   | 在第五波新冠肺炎疫情大爆發下，香港怎樣才能回復正常生活? | 聶德權     | 公務員事務局局長                                   |
|      | 3月8日   | 關於最新一份財政預算案                                  | 陳茂波     | 財政司司長                                         |
|      | 3月15日  | 香港公立醫院怎樣應對正爆發的第五波疫情?                 | 范鴻齡     | 醫院管理局主席                                     |
|      | 3月22日  | 今年兩會有甚麼關於香港的重點?                           | 林健鋒     | 立法會議員 （商界（第一）），港區全國政協委員      |
|      | 3月29日  | 政府推出的防疫策略是否正確?                             | 盛智文     | 蘭桂坊控股公司創辦人及主席                         |
|      | 4月5日   | 香港的司法制度是否正受攻擊?                             | 江樂士     | 前刑事檢控專員                                     |
|      | 4月12日  | 如何發揮香港青年人的潛能?                               | 利哲宏博士 | 中學副校長，青年發展委員會委員                     |
|      | 4月19日  | 新任特首會否令香港變得更美好?                           | 馬時亨     | 前財經事務及庫務局局長，前商務及經濟發展局局長     |
|      | 4月26日  | 香港房屋短缺問題能否改善?                               | 馬紹祥     | 前發展局局長，新創建集團 行政總裁                  |
|      | 5月3日   | 擺脫繁文縟節和官僚作風能否解決香港的住屋危機?           | 凌嘉勤     | 前規劃署署長，港深合作策略規劃顧問                 |
|      | 5月10日  | 在李家超領導的新政府下物業市道會如何發展?               | 蔡宏興     | 華懋集團行政總裁                                   |
|      | 5月17日  | 香港旅遊業要如何在未解除隔離規定之下求存?               | 羅寶文     | 富豪酒店國際控股副主席及董事總經理                 |
|      | 5月24日  | 香港的金融中心地位是否受威脅?                           | 董一岳博士 | 香港金融發展局政策研究總監                         |
|      | 5月31日  | 香港的金融服務業是否仍有競爭力?                         | 許正宇     | 財經事務及庫務局局長                               |
|      | 6月7日   | 香港是否正面臨資金外流問題?                             | 盧彩雲     | 私人財富管理公會行政委員會主席                     |
|      | 6月14日  | 為何賽馬運動對香港的繁榮穩定如此重要?                   | 應家柏     | 香港賽馬會行政總裁，國際賽馬組織聯盟主席           |
|      | 6月21日  |                                                         | 林鄭月娥   | 即將卸任香港行政長官                               |
|      | 6月28日  |                                                         | 林鄭月娥   | 即將卸任香港行政長官                               |
|      | 7月5日   | 對新一屆政府有甚麼期許?                                 | 黃元山     | 團結香港基金政策研究院主管                         |
|      | 7月19日  | 對香港未來十年的研究結論是怎樣?                         | 陳文鴻     | 珠海學院一帶一路研究所所長                         |
|      | 7月26日  | 香港能否成為地區的創新及科技領袖?                       | 黃錦輝教授 | 香港中文大學工程學院副院長及創新科技中心主任       |
|      | 8月2日   | 香港能否成為地區的創新及科技領袖?                       | 冼漢迪     | 國宏嘉信資本創始合伙人，中手游科技集團公司副董事長 |
|      | 8月9日   | 兩岸的外交是否處於交叉點?                               | 李大壯     | 港台經濟文化合作協進會主席，全國政協委員           |
|      | 8月16日  | 香港最新檢疫措施是怎麼樣?                               | 盧寵茂     | 新任醫務衛生局局長                                 |
|      | 8月23日  | 兩岸對立是否加劇?                                       | 劉兆佳     | 全國港澳研究會副會長，全國政協港區委員             |
|      | 8月30日  | 香港可以如何應對新冠個案高企?                           | 陸志聰醫生 | 醫院管理局港島東聯網前總監                         |
|      | 9月6日   |                                                         |            |                                                    |
|      | 9月13日  |                                                         |            |                                                    |

## 類似節目
- 講清講楚（TVB翡翠台）
- 時事縱橫（ATV國際台）
- 大鳴大放（now TVnow財經台）

## 外部連結
- 無綫電視節目網頁－清心直說 （页面存档备份，存于）
- 無綫新聞《清心直說》專題節目重溫網頁 （页面存档备份，存于）